# Karl Bernert
Karl Bernert (* 24. August 1927 in Rosdil, Galizien; † 25. November 2009 in Löbau) war ein deutscher Heimat- und Bauforscher. Sein Wirken als Kreisdenkmalpfleger und Autor trug wesentlich dazu bei, das Oberlausitzer Umgebindehaus zu erhalten. Der Nestor der Umgebindehausforschung erhielt 2002 die Silberne Halbkugel des Deutschen Nationalkomitees für Denkmalschutz.

## Leben
Karl Bernert wurde 1927 in Galizien geboren, das damals zu Polen gehörte, und kam 1939 in die nordböhmische Heimat seiner Eltern, wo er bis zum Kriegsende lebte. 1945 kam er in die Oberlausitz nach Wiesa bei Kamenz. Noch im Krieg begann er ein Ingenieurstudium in Liberec (Reichenberg). Er war Maurer-Handwerksmeister (Ausbildung in Kamenz und Bautzen), Bauingenieur und Architekt (Abschluss in Zittau) sowie Berufsschullehrer für Bauberufe in Dresden.
Karl Bernert war seit 1962 ehrenamtlicher Kreisdenkmalpfleger. Zu seinen Tätigkeiten zählte die Inventarisierung der Denkmale des Kreises Löbau in den Jahren 1970 bis 1974, zu der er auch Schüler-Arbeitsgruppen anleitete und etwa 1800 Objekte, überwiegend Umgebindehäuser, erfasste. Er knüpfte Kontakte zu an Volksbauweise Interessierten in den Nachbarländern, wozu er seine polnischen Sprachkenntnisse erweiterte und sich die tschechische Sprache aneignete. Speziell zum Thema Umgebindehaus leitete er die Zusammenarbeit mit dem Fachbereich Bauwesen der Hochschule Zittau/Görlitz.
Bernert schrieb viele Publikationen zum Denkmalschutz und insbesondere zur Volksbauweise Umgebindehaus, wie das Buch „Umgebindehäuser“ von 1988 und das „Bildwörterbuch der Umgebindebauweise der Oberlausitz und der angrenzenden tschechischen und polnischen Gebiete“ in deutscher, tschechischer, polnischer und obersorbischer Sprache, das er anregte und zusammen mit Eberhard Deutschmann, Helmut Jentsch-Jenč und weiteren Autoren des Sächsischen Vereins für Volksbauweise 1995 in Dresden herausgab.

## Veröffentlichungen

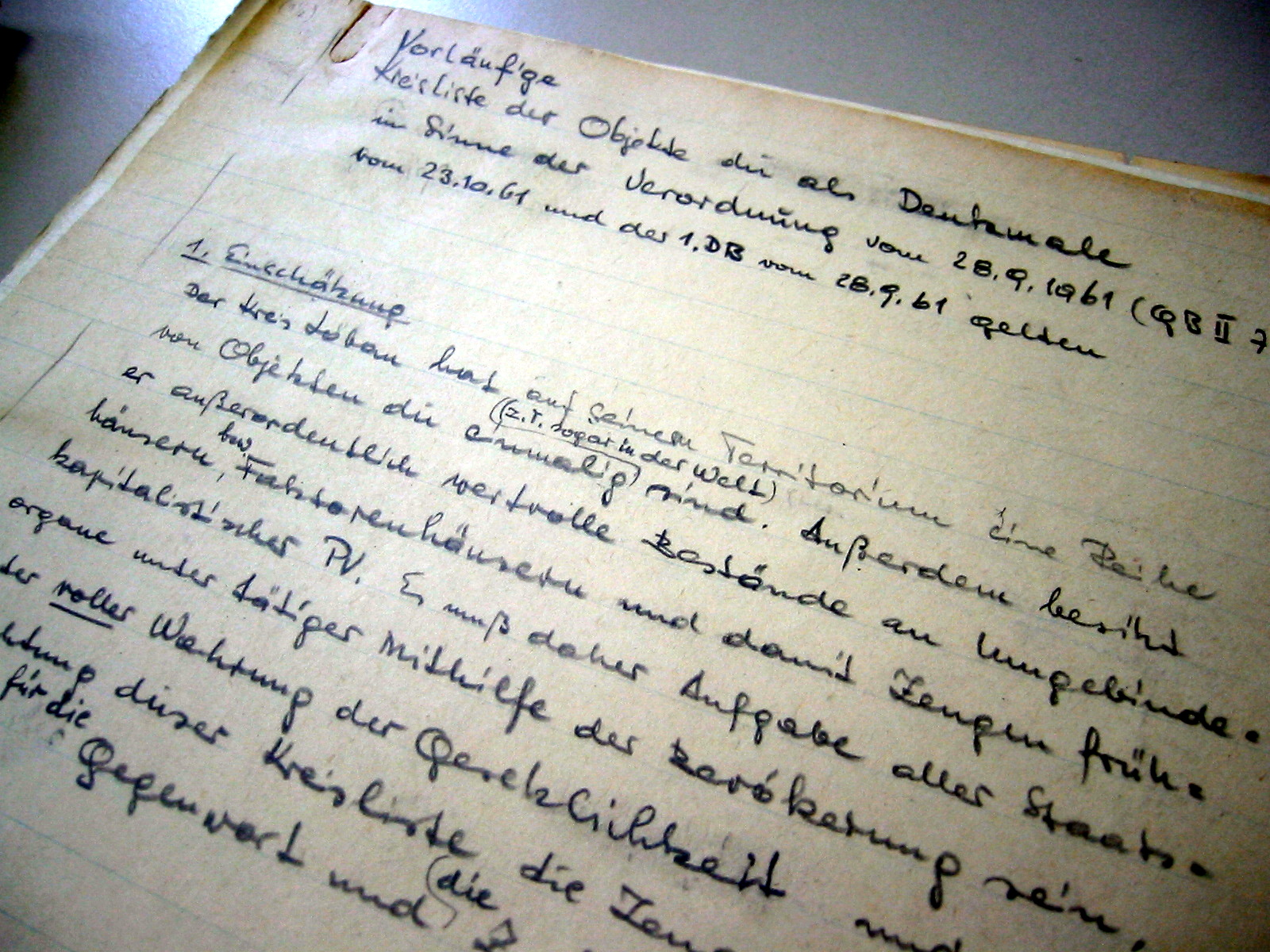
Handschriftliche Notizen von Karl Bernert aus seinem Nachlass im Kreisarchiv des Landkreises Görlitz.

- Die Konstruktion des Umgebindehauses. In: Sächsischer Verein für Volksbauweise e. V. (Hrsg.): Umgebinde. Eine einzigartige Bauweise im Dreiländereck Deutschland – Polen – Tschechien (= Die Blauen Bücher). Karl Robert Langewiesche Nachfolger, Königstein im Taunus 2006, ISBN 3-7845-5210-2, S. 17–37 (mit Christian Schurig).
- Zierendes am und im Umgebinde. Ebenda, S. 49–57.
- Umgebindehäuser. Eine europäische Einmaligkeit; Europaweit einmalige Konzentration im Dreiländereck Deutschland – Tschechien – Polen. überarbeitete und erweiterte Auflage. Olesch-Werbung, Löbau 2004 (Inhaltsverzeichnis).
- Umgebindehäuser – eine ganz besondere Volksbauweise/Volksarchitektur. In: Zittauer Geschichtsblätter. Heimatgeschichte, Kultur, Naturkunde der südöstlichen Oberlausitz. Band 10, Nr. 2–3. Oettel, 2003, ISSN 1439-2739, S. 17–19, 21, 23–26 (Beispiele aus der Oberlausitz).
- Karl Bernert (Hrsg.): Bildwörterbuch der Oberlausitzer Umgebindebauweise; und der angrenzenden tschechischen und polnischen Gebiete. Sächsischer Verein für Volksbauweise e. V., Dresden 1995 (tschechisch, deutsch, obersorbisch, polnisch).
- Wissenswertes zum Umgebindehaus. In: Oberlausitzer Hausbuch. Lusatia Verlag, 1993, ZDB-ID 1111457-5, S. 85–89.
- Umgebindehäuser. Verlag für Bauwesen, Berlin 1988, ISBN 3-345-00001-6 (Sämtliche Fotos und Zeichnungen wurden vom Autor angefertigt, mit Ausnahme der Abbildung von K. Einert).
- Umgebindehäuser. Beton-Verlag, Düsseldorf 1988, ISBN 3-7640-0235-2 (Lizenzdruck des Verlages für Bauwesen, Berlin).
- Das Umgebindehaus in der Oberlausitz. Kurzes Informations- und Anschauungsmaterial. Hrsg.: Rat des Kreise Löbau, Abteilung Kultur. Löbau 1989, DNB 946133476.
- Der gusseiserne Turm auf dem Löbauer Berg. Hrsg.: Rat der Stadt Löbau. Löbau, DNB 110884523 (Siehe auch: König-Friedrich-August-Turm).
- Karl Bernert, Jürgen Cieslak: Wir wohnen in einem Umgebindehaus. Arbeitsmaterial zur Erhaltung und sachgemäßen Pflege der Umgebindebauweise in der Oberlausitz. Hrsg.: Bezirksvorstand Dresden der Gesellschaft für Denkmalpflege im Kulturbund der DDR, Institut für Denkmalpflege (= Wir wohnen in einem Umgebindehaus. Teil I). Dresden 1982, DNB 209120460 (Digitaler Reprint (Memento vom 29. Januar 2015 im Internet Archive) [PDF; 4,0 MB; abgerufen am 28. Januar 2015] Digitaler Reprint).